# Abadia dos Homens

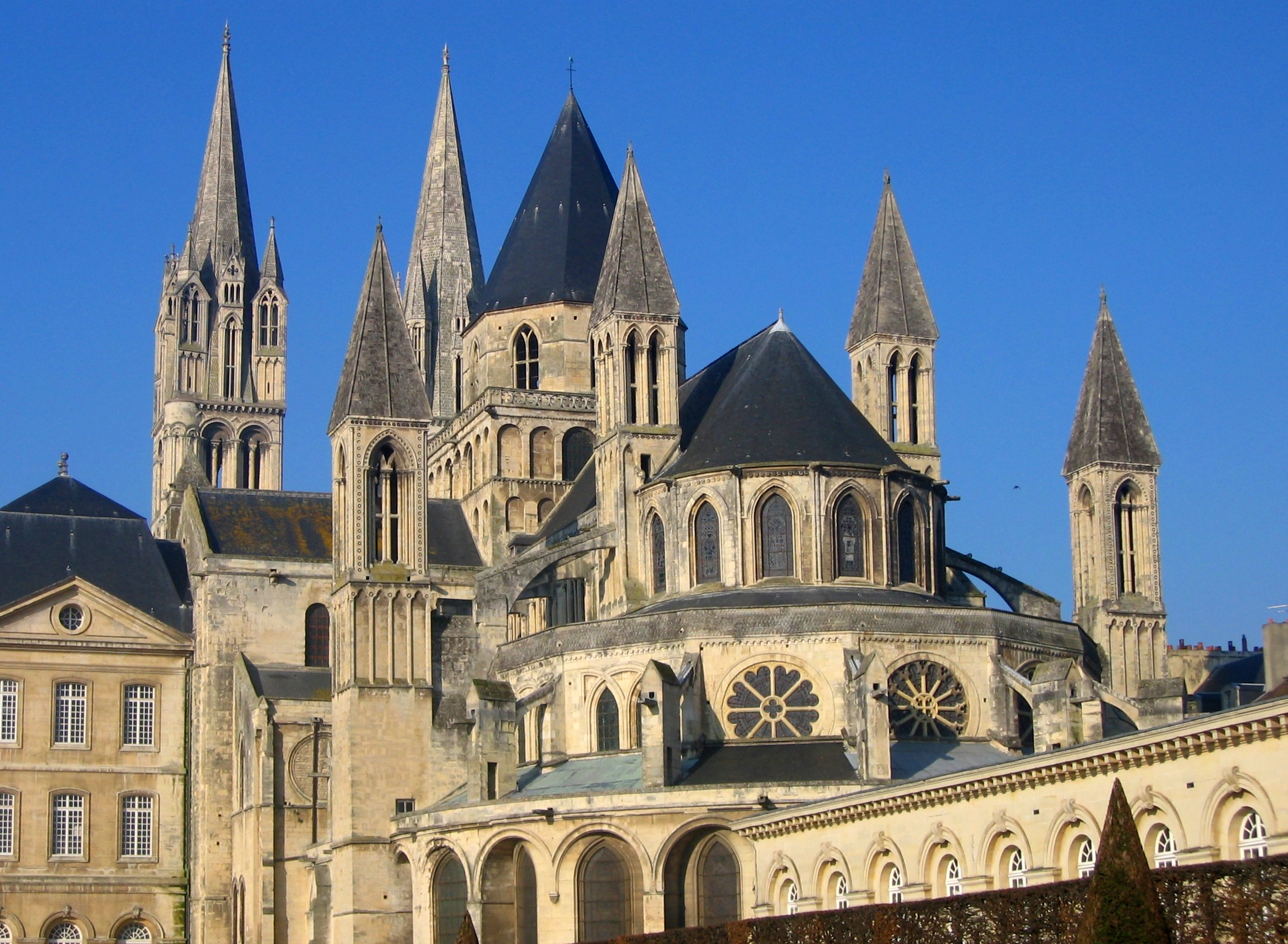
Abbaye aux Hommes

Abadia de Saint-Étienne (Abadia de Santo Estêvão), também conhecida como Abbaye aux Hommes (Abadia dos Homens), é um antigo mosteiro beneditino na cidade francesa de Caen, Normandia, dedicado a Santo Estêvão. Foi fundada em 1063 por Guilherme, o Conquistador, e é um dos edifícios românicos mais importantes na Normandia.

## Guilherme, o Conquistador
A criação simultânea da Abadia de Saint-Étienne ao oeste do Castelo de Caen e a leste da Abadia de Sainte-Trinité (Abbaye aux Dames) parece ser um resultado direto do processo de reconciliação de Guilherme, duque de Normandia (logo depois de se tornar Guilherme I, rei da Inglaterra), e o Papa Leão IX. O duque normando se desentendeu com o papa quando se casou com sua prima Matilde de Flandres após 1049, apesar da interdição de Leão. Lanfranco de Pavia, prior da abadia de Bec, que inicialmente tinha expressado preocupações sobre o casamento, agiu em nome de Guilherme para garantir o perdão de Leão. Para este serviço bem sucedido, Lanfranco foi feito abade de Saint-Étienne.
A esposa de Guilherme, Matilda, morreu em 1083 e foi enterrada na Abbaye aux Dames. Após sua morte em Ruão em 1087, o corpo do rei Guilherme foi enviado para Caen para ser enterrado em Saint-Étienne, de acordo com seus desejos. O funeral, do qual participaram os bispos e abades de Normandia, assim como seu filho, Henrique, foi perturbado pela afirmação de um cidadão de Caen, que alegou que a sua família tinha sido ilegalmente despojada do terreno sobre o qual a igreja foi construída. Após consultas apressadas a alegação foi mostrado como verdadeira, e o homem foi compensado. Uma outra indignidade ocorreu quando o cadáver foi rebaixada para a tumba. Ele era muito grande para o espaço, e quando atendentes forçaram o corpo para dentro do túmulo ele explodiu, espalhando um odor repugnante por toda a igreja.
O túmulo de Guilherme foi perturbado várias vezes desde 1087, pela primeira vez em 1522, quando foi aberto por ordem do papado. O corpo intacto foi restaurado para o túmulo naquela época. Em 1562, durante as guerras religiosas na França, o túmulo foi novamente aberto e a lápide original de mármore preto, semelhante ao de Matilda na Abbaye aux Dames, foi destruída. Os ossos do monarca foram dispersos e perdidos, com a exceção de um osso da coxa. Esta relíquia solitária foi enterrada novamente em 1642 com um novo marcador, que foi substituído 100 anos mais tarde com um monumento mais elaborado. Este túmulo foi novamente destruído durante a Revolução Francesa, mas acabou sendo substituído por um marcador de mármore branco que permanece atualmente no início do século XIX.

## Arquitetura

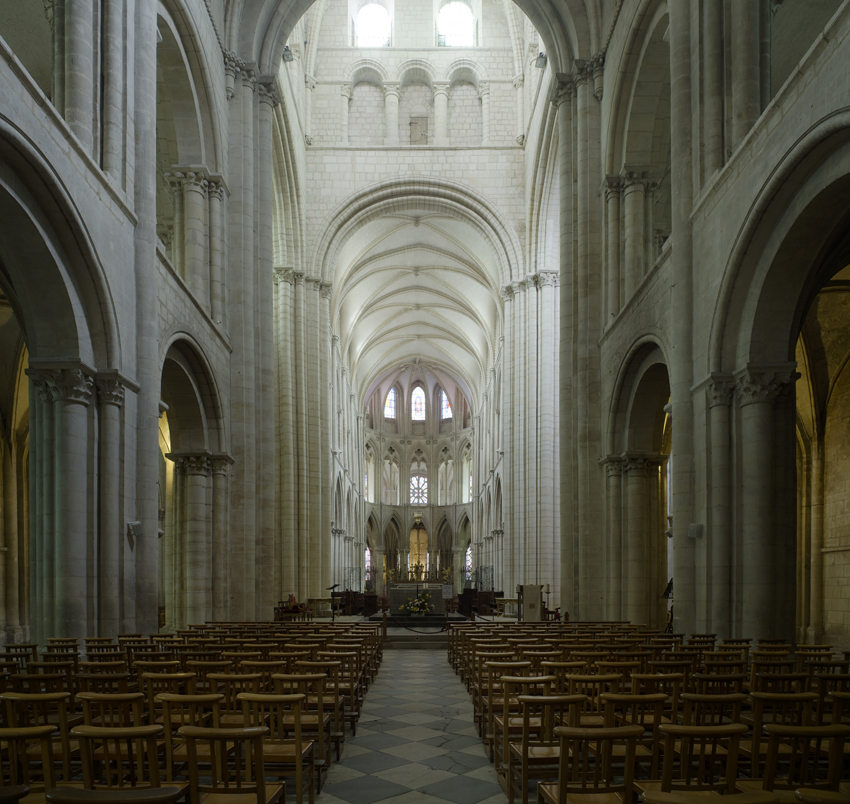
Vista interior de Saint-Étienne

A abadia estava para ser construída na pedra de Caen, e a construção começou em 1066. Por muitas décadas, durante o século XI, houve uma competição mutuamente vantajosa entre Saint-Étienne e seu edifício irmão Sainte-Trinité.
Uma característica importante adicionada a ambas as igrejas por volta de 1120 foi a abóbada em cruzaria, utilizada pela primeira vez na França. As duas igrejas da abadia são consideradas precursoras do gótico. A abside românica original foi substituída em 1166 por uma cabeceira gótica, com rosáceas e arcobotantes. Nove torres e pináculos foram adicionados no século XIII. A abóbada interior mostra uma progressão semelhante, começando com abóbadas de seis painéis (usando vigas circulares) na nave e progredindo para abóbadas de quatro painéis (usando vigas pontudas) no santuário.